# Замок Мойри
Замок Мойри (англ. Moyry Castle) — один из замков Ирландии, расположен в графстве Арма, Северная Ирландия. Построен в 1601 году лордом Маунтджой, чтобы защитить путь Мойри и защитить свои владения на севере Ирландии. Замок Мойри имеет башню на углу замка — небольшую прямоугольную трёхъярусную башню. Замок Мойри охраняется государством как памятник истории и архитектуры земли Каррикброад.